# بيرسيفال غودمان
بيرسيفال غودمان (بالإنجليزية: Percival Goodman)‏ هو مهندس معماري أمريكي، ولد في 13 يناير 1904 في نيويورك في الولايات المتحدة، وتوفي في 11 أكتوبر 1989.